# Verein für Leibesübungen von 1899 1989-1990
Questa voce raccoglie le informazioni riguardanti il Verein für Leibesübungen von 1899 nelle competizioni ufficiali della stagione 1989-1990.

## Stagione
Nella stagione 1989-1990 l'Osnabrück, allenato da Rolf Schafstall e Friedel Hoppe, concluse il campionato di 2. Bundesliga al 15º posto. In Coppa di Germania l'Osnabrück fu eliminato ai quarti di finale dall'Eintracht Braunschweig.

## Rosa
| N. |                     | Ruolo | Calciatore          |
| -- | ------------------- | ----- | ------------------- |
|    | Germania (bandiera) | P     | Wolfgang Kellner    |
|    | Germania (bandiera) | P     | Christof Rekers     |
|    | Norvegia (bandiera) | D     | Kai Braathen        |
|    | Germania (bandiera) | D     | Andreas Fremann     |
|    | Germania (bandiera) | D     | Dirk Gellrich       |
|    | Germania (bandiera) | D     | Andreas Helmer      |
|    | Germania (bandiera) | D     | Paul Jaschke        |
|    | Germania (bandiera) | D     | Ingo Pickenäcker    |
|    | Germania (bandiera) | D     | Andreas Wallenhorst |
|    | Croazia (bandiera)  | D     | Branko Žeravica     |
|    | Germania (bandiera) | C     | Ansgar Brinkmann    |
|    | Russia (bandiera)   | C     | Igor Bulanov        |

| N. |                     | Ruolo | Calciatore           |
| -- | ------------------- | ----- | -------------------- |
|    | Germania (bandiera) | C     | Bernd Hansen         |
|    | Germania (bandiera) | C     | Ralf Heskamp         |
|    | Germania (bandiera) | C     | Frank Schulz         |
|    | Germania (bandiera) | C     | Roland Twyrdy        |
|    | Germania (bandiera) | C     | Heino van den Berg   |
|    | Germania (bandiera) | C     | Claus-Dieter Wollitz |
|    | Germania (bandiera) | A     | Heikko Glöde         |
|    | Germania (bandiera) | A     | Uwe Jursch           |
|    | Germania (bandiera) | A     | Holger Kühnel        |
|    | Germania (bandiera) | A     | Christian Neidhart   |
|    | Germania (bandiera) | A     | Ralf Voigt           |

## Organigramma societario
Area tecnica
- Allenatore: Friedel Hoppe
- Allenatore in seconda:
- Preparatore dei portieri:
- Preparatori atletici:

## Calciomercato

### Sessione estiva
| Acquisti | Acquisti             | Acquisti              | Acquisti |
| R.       | Nome                 | da                    | Modalità |
| -------- | -------------------- | --------------------- | -------- |
| P        | Wolfgang Kellner     | Wattenscheid 09       |          |
| C        | Frank Schulz         | Eintracht Francoforte |          |
| A        | Ralf Voigt           | Oldenburg             |          |
| C        | Claus-Dieter Wollitz | Bayer Leverkusen      |          |

| Cessioni | Cessioni     | Cessioni               | Cessioni |
| R.       | Nome         | a                      | Modalità |
| -------- | ------------ | ---------------------- | -------- |
| C        | Stefan Holze | Eintracht Braunschweig |          |
| D        | Neale Marmon | Hannover 96            |          |

### Sessione invernale
| Acquisti | Acquisti     | Acquisti        | Acquisti |
| R.       | Nome         | da              | Modalità |
| -------- | ------------ | --------------- | -------- |
| C        | Igor Bulanov | Lokomotiv Mosca |          |

| Cessioni | Cessioni | Cessioni | Cessioni |
| R.       | Nome     | a        | Modalità |
| -------- | -------- | -------- | -------- |

## Risultati

### 2. Bundesliga

#### Girone di andata
| Arbitro: | Föckler |

|             |           |           |
| Wollitz 25’ | Marcatori | 84’ Menke |

| Arbitro: | Correll |

|                                 |           |                       |
| Grosser 16’ Andresen 70’ (rig.) | Marcatori | 10’ Glöde 50’ Wollitz |

| Arbitro: | Boos |

|                      |           |                                                          |
| Jaschke 9’ Glöde 48’ | Marcatori | 18’, 77’ Adler 35’ (rig.) Brefort 88’ Dinauer 90’ Motzke |

| Arbitro: | Ronig |

|                              |           |             |
| Schweizer 31’, 74’ Majka 53’ | Marcatori | 71’ Wollitz |

| Arbitro: | Strigel |

|             |           |                                                           |
| Holthuis 6’ | Marcatori | 32’ Neidhart 36’, 69’ Glöde 54’ Schulz 76’ (aut.) Schmidt |

| Arbitro: | Merk |

|              |           |              |
| Neidhart 44’ | Marcatori | 28’ Landgraf |

| Arbitro: | Domberg |

|                                |           |           |
| Buchheister 69’ Holze 70’, 89’ | Marcatori | 55’ Glöde |

| Arbitro: | Welz |

|                            |           |                |
| Wollitz 30’ Glöde 61’, 67’ | Marcatori | 81’ Zimmermann |

| Arbitro: | Gangkofer |

|                                                          |           |            |
| Yeboah 19’, 23’, 58’, 84’ Pförtner 45’, 51’ Schlegel 53’ | Marcatori | 89’ Schulz |

| Arbitro: | Rubel |

|  |           |                                     |
|  | Marcatori | 9’ Banach 72’ Kügler 85’ Tschiskale |

| Arbitro: | Wittke |

|  |           |                     |
|  | Marcatori | 62’ Voigt 65’ Glöde |

| Arbitro: | Birlenbach |

|                                 |           |  |
| Heskamp 12’ Voigt 61’ Glöde 90’ | Marcatori |  |

| Arbitro: | Holst |

|           |           |                                                      |
| Römer 25’ | Marcatori | 21’ Glöde 52’ (rig.) Schulz 53’ Gellrich 88’ Jaschke |

| Arbitro: | Kentsch |

|                                               |           |                            |
| Brinkmann 45’ Voigt 50’ Heskamp 64’ Glöde 87’ | Marcatori | 75’ Eichenauer 89’ Blättel |

| Arbitro: | Gochermann |

|                                   |           |            |
| Scheler 14’ Konradi 45’ Sachs 73’ | Marcatori | 89’ Schulz |

| Arbitro: | Bruch |

|            |           |  |
| Hansen 77’ | Marcatori |  |

| Arbitro: | Berg |

|             |           |  |
| Schmidt 38’ | Marcatori |  |

| Arbitro: | Aust |

|                  |           |                                            |
| Glöde 88’ (rig.) | Marcatori | 18’ Köpper 54’ Heisig 56’ Groth 66’ Prange |

| Arbitro: | Eli |

|                                                       |           |             |
| Borodjuk 27’, 72’ (rig.) Sendscheid 36’ Schlipper 75’ | Marcatori | 78’ Wollitz |

#### Girone di ritorno
| Arbitro: | Dellwing |

|                                                 |           |           |
| Menke 18’ Vorholt 83’ (rig.) van der Pütten 90’ | Marcatori | 80’ Glöde |

| Arbitro: | Diekert |

|                         |           |             |
| Brinkmann 4’ Twyrdy 39’ | Marcatori | 70’ Reichel |

| Arbitro: | Dellwing |

|                         |           |           |
| Schlegel 30’ Motzke 87’ | Marcatori | 70’ Glöde |

| Arbitro: | Blüthgen |

|                                    |           |           |
| Wollitz 12’ Glöde 55’ Neidhart 82’ | Marcatori | 77’ Zeyer |

| Arbitro: | Holst |

|                                        |           |  |
| Helmer 57’, 69’ Neidhart 58’ Voigt 85’ | Marcatori |  |

| Essen 3 marzo 1990, ore 15:00 CET 25ª giornata | Rot-Weiss Essen | 0 – 0 referto | Osnabrück | Georg-Melches-Stadion (4 700 spett.)\| Arbitro: \| Assenmacher \| |
| Arbitro:                                       | Assenmacher     |               |           |                                                                   |

| Arbitro: | Theobald |

|            |           |               |
| Schulz 71’ | Marcatori | 45’, 55’ Aden |

| Arbitro: | Kriegelstein |

|            |           |           |
| Prusik 57’ | Marcatori | 72’ Voigt |

| Arbitro: | Birlenbach |

|           |           |           |
| Glöde 10’ | Marcatori | 20’ Knoll |

| Arbitro: | Fux |

|                       |           |             |
| Tschiskale 75’ (rig.) | Marcatori | 13’ Wollitz |

| Arbitro: | Fröhlich |

|                                 |           |                    |
| Glöde 8’ Pickenäcker 85’ (rig.) | Marcatori | 44’ Hupe 48’ Lopes |

| Arbitro: | Bruch |

|                         |           |  |
| Klaus 4’ Kruse 26’, 84’ | Marcatori |  |

| Arbitro: | Osmers |

|          |           |                       |
| Glöde 9’ | Marcatori | 38’ Acquah 51’ Fleige |

| Arbitro: | Aust |

|                   |           |  |
| Helmer 90’ (aut.) | Marcatori |  |

| Arbitro: | Blüthgen |

|  |           |                                   |
|  | Marcatori | 21’ Biernat 35’ Wiest 56’ Scheler |

| Arbitro: | Schmidt |

|                                 |           |                        |
| Heskamp 49’ (aut.) Schwartz 53’ | Marcatori | 60’ (rig.) Pickenäcker |

| Arbitro: | Gangkofer |

|             |           |  |
| Wollitz 89’ | Marcatori |  |

| Arbitro: | Ronig |

|            |           |            |
| Heisig 39’ | Marcatori | 14’ Jursch |

| Arbitro: | Strigel |

|                                |           |                |
| Gellrich 26’, 65’ Neidhart 73’ | Marcatori | 50’ Sendscheid |

### Coppa di Germania
| Arbitro: | Steinborn |

|                                    |           |             |
| Wollitz 88’ Schulz 100’ Glöde 120’ | Marcatori | 66’ Goldbæk |

| Arbitro: | Matheis |

|  |           |                         |
|  | Marcatori | 21’ Neidhart 60’ Twyrdy |

| Arbitro: | Broska |

|                                    |           |                      |
| Schulz 42’, 64’ (rig.), 67’ (rig.) | Marcatori | 24’ Glesius 87’ Carl |

| Arbitro: | Fux |

|                                    |           |                |
| Seeliger 35’ Schmidt 38’ Holze 82’ | Marcatori | 46’, 88’ Glöde |

## Statistiche

### Statistiche di squadra
| Competizione      | Punti | In casa | In casa | In casa | In casa | In casa | In casa | In trasferta | In trasferta | In trasferta | In trasferta | In trasferta | In trasferta | Totale | Totale | Totale | Totale | Totale | Totale | DR  |
| Competizione      | Punti | G       | V       | N       | P       | Gf      | Gs      | G            | V            | N            | P            | Gf           | Gs           | G      | V      | N      | P      | Gf     | Gs     | DR  |
| ----------------- | ----- | ------- | ------- | ------- | ------- | ------- | ------- | ------------ | ------------ | ------------ | ------------ | ------------ | ------------ | ------ | ------ | ------ | ------ | ------ | ------ | --- |
| 2. Bundesliga     | 33    | 19      | 9       | 4       | 6       | 34      | 30      | 19           | 3            | 5            | 11           | 24           | 39           | 38     | 12     | 9      | 17     | 58     | 69     | -11 |
| Coppa di Germania | -     | 2       | 2       | 0       | 0       | 6       | 3       | 2            | 1            | 0            | 1            | 4            | 3            | 4      | 3      | 0      | 1      | 10     | 6      | +4  |
| Totale            | 33    | 21      | 11      | 4       | 6       | 40      | 33      | 21           | 4            | 5            | 12           | 28           | 42           | 42     | 15     | 9      | 18     | 68     | 75     | -7  |

### Andamento in campionato
| Giornata  | 1 | 2  | 3  | 4  | 5  | 6  | 7  | 8 | 9  | 10 | 11 | 12 | 13 | 14 | 15 | 16 | 17 | 18 | 19 | 20 | 21 | 22 | 23 | 24 | 25 | 26 | 27 | 28 | 29 | 30 | 31 | 32 | 33 | 34 | 35 | 36 | 37 | 38 |
| --------- | - | -- | -- | -- | -- | -- | -- | - | -- | -- | -- | -- | -- | -- | -- | -- | -- | -- | -- | -- | -- | -- | -- | -- | -- | -- | -- | -- | -- | -- | -- | -- | -- | -- | -- | -- | -- | -- |
| Luogo     | C | T  | C  | T  | T  | C  | T  | C | T  | C  | T  | C  | T  | C  | T  | C  | T  | C  | T  | T  | C  | T  | C  | C  | T  | C  | T  | C  | T  | C  | T  | C  | T  | C  | T  | C  | T  | C  |
| Risultato | N | N  | P  | P  | V  | N  | P  | V | P  | P  | V  | V  | V  | V  | P  | V  | P  | P  | P  | P  | V  | P  | V  | V  | N  | P  | N  | N  | N  | N  | P  | P  | P  | P  | P  | V  | N  | V  |
| Posizione | 8 | 11 | 16 | 18 | 10 | 11 | 13 | 9 | 13 | 17 | 16 | 13 | 8  | 7  | 8  | 7  | 8  | 11 | 13 | 14 | 14 | 14 | 13 | 10 | 9  | 13 | 13 | 14 | 13 | 13 | 13 | 14 | 15 | 17 | 18 | 17 | 16 | 15 |

Legenda:

Luogo: C = Casa; T = Trasferta. Risultato: V = Vittoria; N = Pareggio; P = Sconfitta.

### Statistiche dei giocatori
| Giocatore       | 2. Bundesliga | 2. Bundesliga | 2. Bundesliga | 2. Bundesliga | Coppa di Germania | Coppa di Germania | Coppa di Germania | Coppa di Germania | Totale   | Totale | Totale      | Totale     |
| Giocatore       | Presenze      | Reti          | Ammonizioni   | Espulsioni    | Presenze          | Reti              | Ammonizioni       | Espulsioni        | Presenze | Reti   | Ammonizioni | Espulsioni |
| --------------- | ------------- | ------------- | ------------- | ------------- | ----------------- | ----------------- | ----------------- | ----------------- | -------- | ------ | ----------- | ---------- |
| K. Braathen     | 29            | 0             | 3             | 0             | 3                 | 0                 | 2                 | 0                 | 32       | 0      | 5           | 0          |
| A. Brinkmann    | 30            | 2             | 2             | 0             | 4                 | 0                 | 0                 | 0                 | 34       | 2      | 2           | 0          |
| I. Bulanov      | 14            | 0             | 1             | 1             | 0                 | 0                 | 0                 | 0                 | 14       | 0      | 1           | 1          |
| A. Fremann      | 1             | 0             | 0             | 0             | 0                 | 0                 | 0                 | 0                 | 1        | 0      | 0           | 0          |
| D. Gellrich     | 32            | 3             | 5             | 1             | 3                 | 0                 | 0                 | 0                 | 35       | 3      | 5           | 1          |
| H. Glöde        | 37            | 18            | 2             | 0             | 4                 | 3                 | 0                 | 0                 | 41       | 21     | 2           | 0          |
| B. Hansen       | 23            | 1             | 2             | 0             | 3                 | 0                 | 0                 | 0                 | 26       | 1      | 2           | 0          |
| A. Helmer       | 31            | 2             | 8             | 0             | 2                 | 0                 | 2                 | 0                 | 33       | 2      | 10          | 0          |
| R. Heskamp      | 36            | 2             | 7             | 0             | 4                 | 0                 | 0                 | 0                 | 40       | 2      | 7           | 0          |
| P. Jaschke      | 14            | 2             | 3             | 0             | 2                 | 0                 | 1                 | 0                 | 16       | 2      | 4           | 0          |
| U. Jursch       | 4             | 1             | 1             | 0             | 0                 | 0                 | 0                 | 0                 | 4        | 1      | 1           | 0          |
| W. Kellner      | 38            | 0             | 3             | 0             | 4                 | 0                 | 0                 | 0                 | 42       | 0      | 3           | 0          |
| H. Kühnel       | 2             | 0             | 0             | 0             | 0                 | 0                 | 0                 | 0                 | 2        | 0      | 0           | 0          |
| C. Neidhart     | 30            | 5             | 6             | 0             | 4                 | 1                 | 1                 | 0                 | 34       | 6      | 7           | 0          |
| I. Pickenäcker  | 15            | 2             | 6             | 0             | 0                 | 0                 | 0                 | 0                 | 15       | 2      | 6           | 0          |
| C. Rekers       | 0             | 0             | 0             | 0             | 0                 | 0                 | 0                 | 0                 | 0        | 0      | 0           | 0          |
| F. Schulz       | 31            | 5             | 5             | 0             | 4                 | 4                 | 0                 | 0                 | 35       | 9      | 5           | 0          |
| R. Twyrdy       | 30            | 1             | 1             | 0             | 4                 | 1                 | 0                 | 0                 | 34       | 2      | 1           | 0          |
| R. Voigt        | 27            | 5             | 4             | 0             | 4                 | 0                 | 1                 | 0                 | 31       | 5      | 5           | 0          |
| A. Wallenhorst  | 12            | 0             | 2             | 0             | 1                 | 0                 | 0                 | 0                 | 13       | 0      | 2           | 0          |
| C. Wollitz      | 31            | 8             | 5             | 0             | 4                 | 1                 | 1                 | 0                 | 35       | 9      | 6           | 0          |
| H. van den Berg | 6             | 0             | 0             | 0             | 0                 | 0                 | 0                 | 0                 | 6        | 0      | 0           | 0          |
| B. Žeravica     | 16            | 0             | 3             | 0             | 2                 | 0                 | 1                 | 0                 | 18       | 0      | 4           | 0          |